# Bula Atumba
Bula Atumba ist eine Kleinstadt (Vila) und ein Landkreis in Angola.

## Geschichte
Die Ortschaft entstand Anfang des 20. Jahrhunderts unter portugiesischer Kolonialverwaltung. Am 13. Dezember 1965 wurde Bula Atumba Sitz eines eigenständigen Kreises.

## Verwaltung
Die Kleinstadt Bula Atumba (auch Bula) ist Sitz eines gleichnamigen Kreises (Municipio) der Provinz Bengo mit etwa 13.000 Einwohnern. Die staatliche Nachrichtenagentur ANGOP nennt 13.000 oder über 12.000 Einwohner, andere Quellen nennen eine Einwohnerzahl von 57.000 Einwohnern. Zuvor gehörte Bula Atumba zur Provinz Cuanza Norte.
Die Nachbarkreise sind, im Uhrzeigersinn im Norden beginnend: Quitexe, Banga, Gonguembo, Pango Aluquém und Dembos. 
Zwei Gemeinden (Comunas) bilden den Landkreis Bula Atumba:
- Bula (auch Bula Atumba)
- Kiaje